# Nepals damlandslag i fotboll
Nepals damlandslag i fotboll representerar Nepal i fotboll på damsidan. Dess förbund är All Nepal Football Association (Nepals fotbollsförbund).